# Все, що було, не повернути (Дискавері)

## Про епізод
Все, що було, не повернути — тринадцятий епізод американського телевізійного серіалу «Зоряний шлях: Дискавері», який відбувається приблизно за десять років до подій оригінального серіалу «Зоряний шлях» та показує війну між Федерацією й клінгонами. Епізод був написаний Ханель Кулпеппер а режисувала Джордон Надіно. Перший показ відбувся 28 січня 2018 року.

## Зміст
Лорка звільняє свій екіпаж з камер тортур, в яких вони перебували майже 2 роки від часу його відправлення в інший всесвіт. За допомогою дзеркального Стамеца (без його великого бажання) їм вдається перебити частину імператорського екіпажу — біологічною зброєю, яку він розробляв для Імператорки. Майкл попереджує Імператорку — Лорка передбачує її дії й заманює в пастку. Проте Філіппа не вірить і наказує взяти Майкл під охорону; Бернем вдається збройно втекти. В.о. капітана «Дискавері» Сару веде корабель до флагмана Імперії — не знаючи, що поспішає на поле битви. Кіборг Ейріам встановлює факт і попереджає команду — імперці використовують систему міцелію без огляду на її руйнування.
Лорка по внутрішньому зв'язку звертається до Імператорки і її команди з пропозицією здатися. Передовий загін імперців знищений силами Лорки; Імператорка з охороною потрапляє в пастку. В ближньому бою обидві сторони зазнають чисельних втрат; Імператорка використовує аварійний телепорт. Бернем вдається зв'язатися з «Дискавері»; вона повідомляє що Лорка — імперець і використав їх у своїх цілях. Стамец розуміє, для чого були потрібні мікрострибки навколо клінгонського корабля. Стамец повідомляє Майкл — міцелійний суперреактор на Хароні може знищити життя в усьому Мультивсесвіті. Він вважає — удар фотонних торпед може знищити виявлену Ейріам сферу й надасть можливість міцелію відновитися. Тіооі повідомляє — сферу охороняє силове поле; Майкл береться знешкодити його.
Лорка займає тронну залу і вбиває дзеркального Стамеца за зраду. Стамец зв'язуються з Бернем по системі корабельного мовлення та пропонує приєднатися. Доки він говорить, коммандерка Лендрі намагається відстежити Майкл. Бернем встигає перепрошити комунікатор й збити зі свого сліду.
Майкл знаходить Імператорку — вона переховується на флагмані. Повалена Джорджія після доказів Майкл погоджується допомогти Бернем. Стамец встановлює — сфера міцелію конфігурує гіпергравітаційне і магнітне поля; для її знищення «Дискавері» використає весь запас спор і не зможе повернутися додому. Тіллі в симуляції встановлює — щити «Дискавері» недостатньо сильні для близького від імперського флагмана при вибуху сфери. Сару повідомляє — він не відчуває небезпеки сьогодні й тому не приймає безнадійного сценарію. Команда його сильно тішить, відповідаючи: «Слухаємось, капітане».
Вцілілі члени екіпажу присягають на вірність Лорці. Майкл приводить Джорджі до Дорки — і пропонує стратити попереднього імператора. Майкл пропонує Габріелю себе в обмін на життя команди «Дискавері». Тіллі при перезапуску симуляції виявляє — є можливість використати хвилі міцелійного вибуху.
«Дискавері» виходить із варпу і Сару комунікує з Лоркою. Майкл обеззброює з Джорджі прибічників Лорки а Сару віддає наказ відкрити вогонь. Майкл і Джорджі вдається зайняти тронний зал штурмом, Філіппа демонструючи неймовірну техніку вбиває Лорку. Бернем знімає екран, а Джорджі збирається залишитися і прикрити відхід Майкл від людей Лорки знаючи, що імператором їй вже не бути.
Бернем телепортується на «Дискавері» та бере Джорджі з собою. «Дискавері» підриває реактор імперського флагмана; команда вирушає додому на хвилі міцелійної енергії вибуху.
Міцелійна мережа відновлюється. Пол Стамец інтуїтивно знаходить дорогу додому — йому в цьому допомагає міцелійний фантом загиблого доктора Калбера.
Після повернення у свій Всесвіт екіпаж дізнається, що з моменту зникнення «Дискавері» пройшло дев'ять місяців. Відповіді від Федерації на запит «Дискавері» немає — навіть автоматизованої. Клінгони майже перемогли у війні.

## Сприйняття та відгуки
Станом на березень 2021 року на сайті «IMDb» серія отримала 7.9 бала підтримки з можливих 10 при 3862 голосах користувачів. На «Rotten Tomatoes» 89 % схвалення при відгуках 18 експертів. Резюме виглядає так: «13-й епізод „Зоряного шляху: Дискавері“ показує, що серіал здатен подарувати шокуючі повороти та захопливі сцени боїв, водночас віддаючи данину поваги своїм попередникам».
Оглядач «IGN» Скотт Коллура зазначав: "Здається, все збирається сюжетно разом для «Зоряного шляху: Дискавері», коли ми заглядаємо до останніх двох епізодів сезону. Історія «Дзеркального Всесвіту» та сюжетна лінія Лорки задовільно (якщо не божевільно) вирішені цього тижня, а Клінгонська війна тепер попереду і знову в центрі уваги. Звичайно, «Дискавері» зараз на неправильній стороні цієї війни… Все це робить сезон «вибуху» «Зоряного шляху», який, здається, витягнув усі «простої» найкращим чином".
В огляді Кейті Берт для «Den of Geek» серію оцінено в 3,5 з 5 балів та зазначено: «Повороти не відзначалися глибиною оповіді, але в цьому серіалі залишається щось шалене, особливе та привабливе, що продовжує робити його вартим перегляду».
Деррен Френіч в огляді для «Entertainment Weekly» критично зазначав: «в найкращому випадку, „Дзеркальна фаза“ показала, що „Дискавері“ переконфігурував себе в потворну космічну оперу».

## Знімались
- Сонеква Мартін-Грін — Майкл Бернем
- Даг Джонс — Сару
- Шазад Латіф — Еш Тайлер
- Ентоні Репп — Пол Стамец
- Мері Вайзман — Сільвія Тіллі
- Джейсон Айзекс — капітан Габріель Лорка
- Мішель Єо — імператорка Джорджі
- Рекха Шарма — коммандерка Лендрі
- Емілі Коуттс — Кейла Делмер
- Патрик Квок-Чун — Ріс
- Сара Мітіч — Ейріам
- Ойін Оладейо — Джоан Овосекун
- Ронні Роу — Брюс